# Винца (Алба)
Винца (рум. Vința) насеље је у Румунији у округу Алба у општини Лупша. Oпштина се налази на надморској висини од 717 m.

## Становништво
Према подацима из 2002. године у насељу је живело 73 становника, од којих су сви румунске националности.